# Государство Теодемира
Госуда́рство Теодеми́ра — полунезависимое владение вестготов, существовавшее с 713 до 778 года. С 825 до 1031 год одна из провинций (кора) в Аль-Андалусе, располагавшаяся на данной территории, носила название «кора Тудмир».

## История
Владение названо в честь графа Теодемира, который управлял этими землями из Ориуэлы. После разгрома вестготской армии,  последовавшего после прибытия второй армии мусульман на Пиренейский полуостров, и начала ими непосредственного включения земель вестготского королевства в состав халифата, ряд готских вельмож смогли добиться создания полунезависимых владений. В апреле 713 между Теодемиром и Абд-аль-Азизом (сыном мавра Мусы христианских хроник) был заключён договор, по которому за Теодемиром оставалась территория с семью городами, на которой неприкосновенными оставались христианские церкви, сохранялось имущество и вера вестготов. За это жители владения должны были выплачивать ежегодную дань («включая динар специями, четыре — уксусом, два — медом и два — маслом»). Также на территории владения запрещалось давать приют врагам халифата.
Из городов государства Теодемира часть имеют чёткую локализацию, местоположение других спорно. Это связано отчасти с тем, что три арабских автора по-разному передают их названия:
| Al Udri | Al Dabbi | Al Himyari | локализация                                  |
| ------- | -------- | ---------- | -------------------------------------------- |
| Uriula  | Uriwala  | Urigula    | Ориуэла                                      |
| Blntla  | Blntla   | Blntla     | Валентента или Балтана или Вильена (Испания) |
| Lqnt    | Lqnt     | Lqnt       | Аликанте                                     |
| Mula    | Mula     | Mula       | Мула                                         |
|         | Bqsra    | Bqsra      | Бегастро                                     |
| Iyih    | Iyyih    | Iyyih      | Элло (город) или Эльин                       |
| Ils     |          |            | Эльда или Эльче                              |
| Lurqa   | Lurqa    | Lurqa      | Лорка (город)                                |

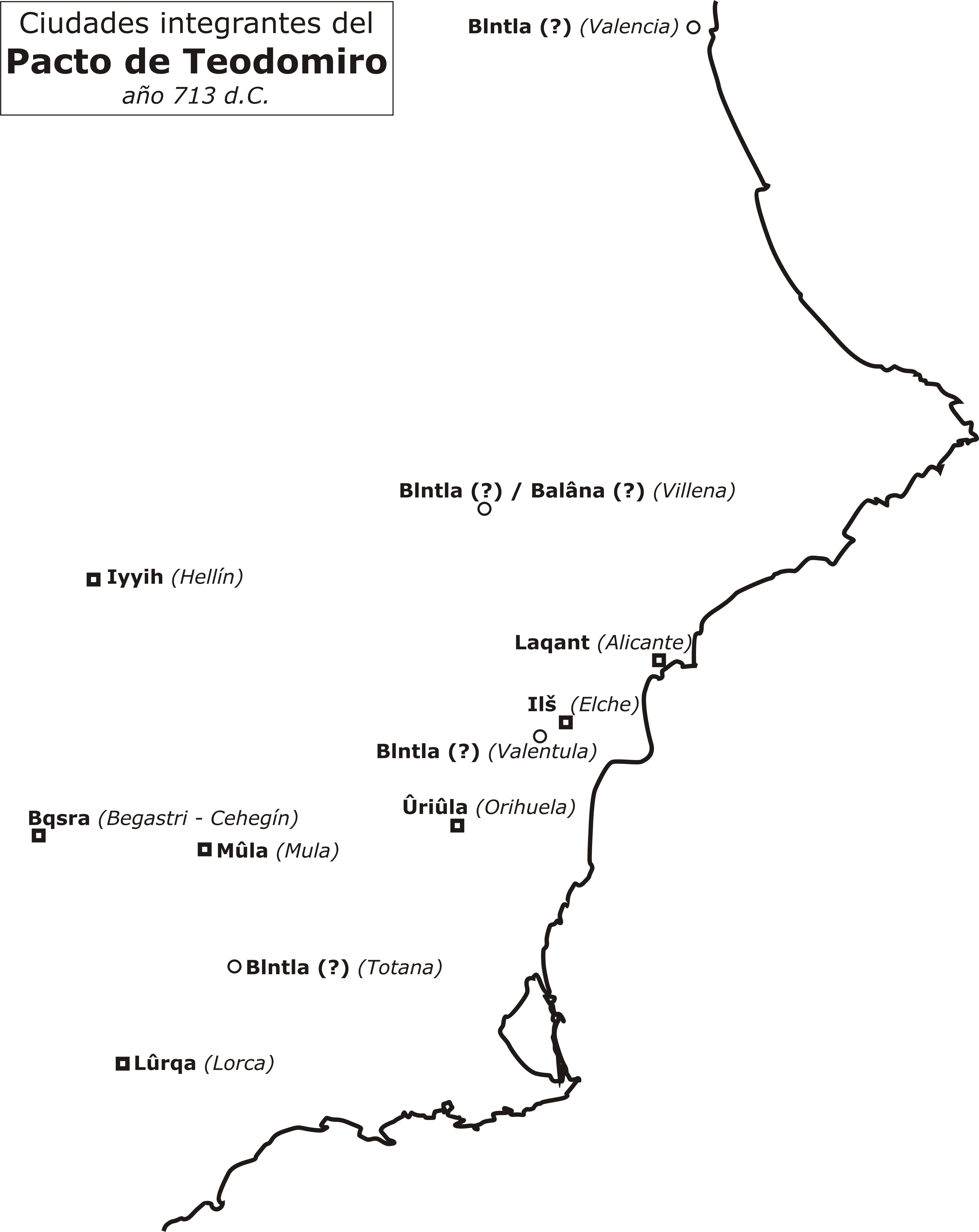
Локализация городов государства Теодемира

По версии исследователей, государство Теодемира было частью халифата (в отличие от Астурии Пелайо), но имело широкую автономию во внутренних вопросах («это отличало его от графа мосарабов Кордавы»). Таким образом, договор 713 года был компромиссом между мусульманами и христианами.
В 743 году ситуация изменилась. После прибытия в Иберию тысяч солдат сирийцев и египтян Абу-л-Джафар расселил их в долине Сегуры, что преемник Теодемира — Атанагильд — считал нарушением договора и оспаривал. Халиф Сулейман подтвердил договор, но на Атанагильда вали возложил штраф.
В 756 году Абдарахман I, вторгшись на полуостров, основал своё государство. В 778 году аббасидский наместник Ифрикии Абдель-Рахман бен Хабиб Аль-Фихри попытался высадить войска в районе Мурсии. Вторжение не удалось. Сочтя Атанагильда нарушителем договора, Абдарахман I ликвидировал его владение, передав эти земли мусульманам.

Кора Тудмир в 825—1031 годы в составе кордовского эмирата

Первоначально столицей владения был город Ориуэла, затем Мурсия.

## Правители
- 713—743 Теодемир
- 743 — после 778 Атанагильд